# Them (musikgrupp)
Them var en nordirländsk rockgrupp som bildades år 1964 i Belfast. Them hade en kort karriär med ett par internationella hits  1964-1965. I övrigt är gruppen känd som startskottet för sångaren Van Morrison. Bandet var med sitt rebelliska aggressiva sound mer inflytelserikt musikaliskt än kommersiellt framgångsrikt.
Gruppen bestod från början av Van Morrison (sång, munspel), Billy Harrison (gitarr), Alan Henderson (bas), och bröderna Jackie McAuley (orgel), och Patrick McAuley (trummor). De flyttade till Storbritannien efter att ha fått skivkontrakt där. Gruppens första singel "Don't Start Crying Now"/"One Two Brown Eyes" blev en rejäl flopp när den släpptes 1964. Efter det hyrde man in gitarristen Jimmy Page och Peter Bardens till en inspelning av den gamla blueslåten "Baby Please Don't Go". Låten blev en stor framgång i England där den nådde plats #10 på singellistan. B-sidan "Gloria" blev senare en hit i USA med garagerock-gruppen Shadows of Knight. 
Nästa singel de släppte var 1965 års "Here Comes the Night" (med "All for Myself" som b-sida) vilken blev deras största framgång i Storbritannien där den nådde #2 på singellistan. Låten var även en stor framgång i Sverige där den nådde första platsen på Tio i topp. Den var inte en lika stor hit i USA där den nådde plats #24 på billboardlistan. Senare det året nådde den instrumentala låten "Mystic Eyes" #33 på billboardlistan. Om gruppen hade fått bestämma hade inte den låten släppts som singel, men skivbolaget gjorde det ändå. Efter "Here Comes the Night" lämnade bröderna McAuey gruppen för att resa tillbaka till sitt hemland. Deras ersättare blev Eric Wrixen (klaviatur), och Ronnie Millink (trummor). 
Gruppen släppte två LPs på skivbolaget Decca som inte sålde så bra. Idag anses särskilt det första albumet som lika bra som Rolling Stones debutalbum. På dessa skivor hände det också att studiomusiker medverkade istället för de officiella medlemmarna, och även den officiella uppsättningen av gruppen ändrades konstant om. Van Morrison bestämde sig för att sluta 1966 och påbörja en solokarriär. När han lämnade gruppen så fanns inte det speciella soundet hans röst gett den kvar. Them var under basisten Alan Hendersons ledning aktiva till början av 1970-talet. Men gruppen lyckades aldrig återupprepa de framgångar de haft med Morrison i gruppen. Morrison däremot gjorde stor succé som soloartist.

## Diskografi (urval)
Album
- The Angry Young Them (släppt i USA som North American: Them) (1965)
- Them Again (1966)
- Belfast Gypsies (1967)
- Now and "Them" (1968)
- Time Out! Time in for Them (1968)
- Them (1969)
- Them in Reality (1970)
- Shut Your Mouth (1979)

Singlar
- Don't Start Crying Now / One Two Brown Eyes (1964)
- Baby, Please Don't Go / Gloria (1964)
- Here Comes the Night / All For Myself (1965)
- One More Time / How Long Baby (1965)
- (It Won't Hurt) Half As Much / I'm Gonna Dress In Black (1965)
- Mystic Eyes / If You And I Could Be As Two (1966) US No.33
- Call My Name / Bring 'em On In (1966)
- I Can Only Give You Everything / Don't Start Crying Now (1966)
- It's All Over Now, Baby Blue / I'm Gonna Dress In Black (1966)
- Richard Cory / Don't You Know (1966)
- Friday's Child / Gloria (1967)
- The Story Of Them, Part 1 / The Story Of Them, Part 2 (1967)
- It's All Over Now, Baby Blue / Bad Or Good (1973)

## Medlemmar
| - Van Morrison – sång, saxofon, munspel (1964–1966) - Alan Henderson – bas (1964–1966, 1966–1971, 1979; död 2017) - Billy Harrison – gitarr, sång (1964–1966) - Ronnie Milling – trummor (1964) - Eric Wrixon – keyboard (1964, 1965, 1979; död 2015) - Pat McAuley – klaviatur (1964), trummor (1964–1965; död 1984) - Jackie McAuley – keyboard (1965) - Peter Bardens – keyboard (1965; död 2002) - Joe Baldi – gitarr (1965) - Terry Noon – trummor (1965) - Jim Armstrong – gitarr (1965–1966, 1966–1969, 1979) - John Wilson – trummor (1965-1966) - Ray Elliot – klaviatur, saxofon, flöjt (1965–1967) - Dave Harvey – trummor (1965–1966) - Steve Reush – trummor (1966) - Sammy Stitt – trummor (1966) - Eric Bell – gitarr (1966) - Mike Brown – bas (1966) - Joe Hanratty – trummor (1966) - Kenny McDowell – sång (1966–1969) - Dave Harvey – trummor (1966–1969) - Jerry Cole – sång, gitarr, slagverk (1969–1970; död 2008) - Jim Parker – gitarr, sång (1970–1971) - John Stark – trummor, sång (1970–1971) - Mel Austin – sång (1979; död 2017) - Billy Bell – trummor (1979) - Brian Scott – klaviatur, flöjt (1979) | Other Them / Belfast Gypsies - Pat McAuley – orgel (1965–1966), trummor (1966) - Mark Scott – bas (1965–1966) - Nick Wymer – sång (1965–1966) - Skip Alan – trummor (1965) - Billy Harrison – gitarr (1965) - 'Don' – gitarr (1965–1966) - Viv Prince – trummor (1965) - Ken McLeod – trummor (1965–1966), gitarr (1966) - Jackie McAuley – sång, orgel, munspel (1966) - Peter Bardens – keyboard (1966) Truth - Jim Armstrong – gitarr (1969–1971) - Curtis Bachman – bas (1969–1971) - Kenny McDowell – sång (1969–1971) - Reno Smith – trummor (1969–1971) - Ray Elliot – klaviatur, flöjt (1970) - Buddy Clark – trummor (1971) Them – The Belfast Blues Band - Eric Wrixon – keyboard , sång (1993–2015) - Jim Armstrong – gitarr (1993–2003) - John Wilson – trummor (1993–?) - Billy Bell – trummor - Ally MacKenzie – bas - Siggi Heilek – trummor - Billy McCoy – gitarr (?–2015) - Luca Nardi – bas (?–2015) - Tom Wagener – trummor (?–2015) |